# アークザラッド・モンスターゲーム with カジノゲーム
『アークザラッド・モンスターゲーム with カジノゲーム』（アークザラッド・モンスターゲーム ウィズ カジノゲーム、Arc The Lad MONSTER GAME with CASINO GAME）は、ジークラフト制作、ソニー・コンピュータエンタテインメントから発売されたPlayStation用ゲームソフト。

## 概要
アークザラッドの世界に突然現れた闘技場を舞台とする「モンスターゲーム」と、チョンガラが経営するカジノ店を舞台としたミニゲーム集「カジノゲーム」の2つのCDに分かれている。
元々「モンスターゲーム」は『アークザラッドII』（以下、アーク2）初回出荷分に付属する応募券を送ることで抽選でプレゼントされた非売品であったが、後に「カジノゲーム」を追加する形で市販化された。

## モンスターゲーム
アーク2のモンスター及びメインキャラクターによる戦闘を主軸においたもの。戦闘に勝利すればアイテムと仲間となるモンスターが賞品として手に入る。1P側と2P側でそれぞれセーブデータを読み込み、対戦することも可能である。アーク2本編のアペンドディスクに当たり、プレイにはアーク2のセーブデータが必要（アーク2側のシナリオ進行状況によってはプレイできない場合がある）で、獲得した経験値やアイテムは相互に使うことができる。基本システムは1人プレイ用のアーク2本編と同一であるため、対戦以外の移動や各施設の利用時は1P2Pのどちらか一方のみが行動できる。
本作を使わないと手に入らない強力なアイテムがある他、鍛冶屋によるアイテム強化のトライ＆エラー作業の大幅な効率化、トレード機能を利用した他セーブデータのコレクションアイテム倉庫としての利用など、アーク2のやり込みに必須とも言えるものであった。

### 登場人物
主人公
本作オリジナルキャラクター。いずれも十代後半と思しき男女2人おり、プレイ開始時にどちらか一方を選択する。純粋にプレイヤーの分身であり、固有の台詞や設定等は存在せず、戦闘にも参加はせず後方から指示するという建前になっている。
主人公以外の登場人物はアーク2本編からの流用で、メインキャラクターたちが戦闘以外でも各施設の受け付けや町の住人NPCとして登場する。他にも本編で倒された敵キャラクターが登場して恨み言を語るなど、一種のメタ的な世界観になっている。

### 施設
初心者の館
イーガがモンスターゲームの基本を教えてくれるほか、修行もできる。
トレードセンター
他のプレイヤーが持つセーブデータからアイテムやモンスターを交換するための場所。ここを利用することで強力なレアイテムを事実上無限に増殖することが可能になる。
シャンテの劇場
キャラクターの戦闘時のセリフを利用した寸劇「XA劇場」を公開。XAとはCD-ROM XAに由来。元々は『アークザラッド』のオルニスの丘でも同様のイベントが用意されており、後に『アークザラッドIII』でもあるギルド仕事にて導入されている。
マザークレアの部屋
アーク2でのマザークレアの部屋と同じく、モンスターのクラスチェンジや各キャラクターの能力追加を行う。
ヂークベックの部屋
アーク2でのヴィルマー研究所と同じく、ヂークベックの経験値分配を行う。
鍛冶屋
アーク2では世界各地に分散していた鍛冶屋と合成屋がここに集まっている。
チョンガラの店
アイテムの売買を行う場所。武器は売られていないが、アーク2では入手が難しい消費アイテムが販売されている。
闘技場
モンスターゲームの受け付けと、勝利後の賞品受け渡しを行う。データのセーブ・ロードもここで行う。

### 闘技場の試合形式
本作での戦闘は、いずれの形式でも一度に参加できるのは本編より1体少ない4体までである。
闘技場チームと戦う
闘技場が用意した15種類のステージで15のモンスターチームと戦い、倒すことを目的とする。最初は1チームあたり3パーティーとなっており、プレイヤー側はモンスターしか使えない。また参加には最低でも3体のモンスターが必要である。それをクリアすると新たな15チームが出現し、1チームあたり5パーティー制となり、人間も使えるようになる。計30ステージを終えると一応のゲームクリアとなるが、以後も引き続き全施設が利用可能。戦闘は全てAIによって行われるため、プレイヤーは操作できない。
どこまで勝てるか
次々出現し、倒すたびにレベルが上がっていくモンスターと、自分のチームが全滅するまで戦闘を繰り返し、連勝記録に挑戦する。戦闘はAIと手動どちらでも可能。
友達と戦う
他のプレイヤーが持つモンスターやキャラクターと対戦する。

## カジノゲーム
チョンガラが経営するカジノ店で様々なゲームを通して、チョンガラの悩みを解決することを目指す。アークたちとよく似た店員が登場するが、別人である。
モンスターゲームとは異なり、アーク2とのデータは共用されない。

### ゲームの内容
3ナンバーズ
日本のナンバーズ3と同様に、任意の数字を賭けるもの。当選番号は店内で過ごしているうちに発表される。
スロットマシン
ローリスク・ローリターンなものからハイリスク・ハイリターンなものまでバランスの異なる5つのマシンが用意されている。
ビンゴダービー
競馬とビンゴを合わせたゲーム。キャラクターによるレースの結果に応じて	ビンゴが決まる。
カードゲーム
トランプの『大富豪』に似たカードゲーム。イーガカードを出すたびに大富豪で言う「革命」が起きるなどの違いがある。
スーパースロット
ルービックキューブに似た立方体の形状をしたスロットマシン。